# Eparchia Aleppo (chaldejska)
Eparchia Aleppo – eparchia Kościoła chaldejskiego z siedzibą w Aleppo, obejmująca wszystkich wiernych tego obrządku zamieszkałych w Syrii. Została erygowana 3 lipca 1957. Obowiązki metropolity wypełnia wobec eparchii bezpośrednio chaldejski patriarcha Bagdadu.

## Główne świątynie
- Katedra: Katedra św. Józefa w Aleppo

## Eparchowie
- Paul Cheikho (1957–1959)
- Stéphane Bello OAOC (1959–1989)
- Antoine Audo SJ (od 1992)